# 未来へ (絢香の曲)
『未来へ』（みらいへ）は、日本の歌手絢香の16作目の配信限定シングル。

## 解説
シングルとしては、『Victim of Love feat.Taka』から約6ヶ月振りのリリースとなった。
本作はNTTドコモ『ドコモ未来ミュージアム』のCMソングとして起用されており、CMの内容としては子供自身が自由に発想したことを絵に描いていくことを通して、親子の成長を描いた内容になっている。
本作のビデオ・クリップも親子の成長を焦点に絢香自身の経験を元にしたエピソードを織り交ぜつつ制作され、親子二人三脚で歩み続ける模様を描いた内容となっており、その母親役として倉科カナが起用され、奮闘しながらも子供の成長と歩みを心から喜ぶ母親の姿を演じている。

## 収録曲
1. 未来へ (3:50)
作詞・作曲：絢香